# 황승아
황승아(2012년 8월 29일~)는 대한민국의 가수이고 부산 생이다. 내일은 미스트롯 시즌 2기 출연진 가운데 일원이다.
2020년 12월에 방영된 내일은 미스트롯2에 참가하게 되었으며, 린브랜딩에 소속하게 되었고, 2021년에 임서원, 김태연, 김다현, 김지율 등과 함께 아내의 맛에 출연했다.

## 방송
- 내일은 미스트롯 2(2020) - Top49(36위)
- 미스트롯 2 7공주 스페셜(2021)